# Anhydrazy węglanowe

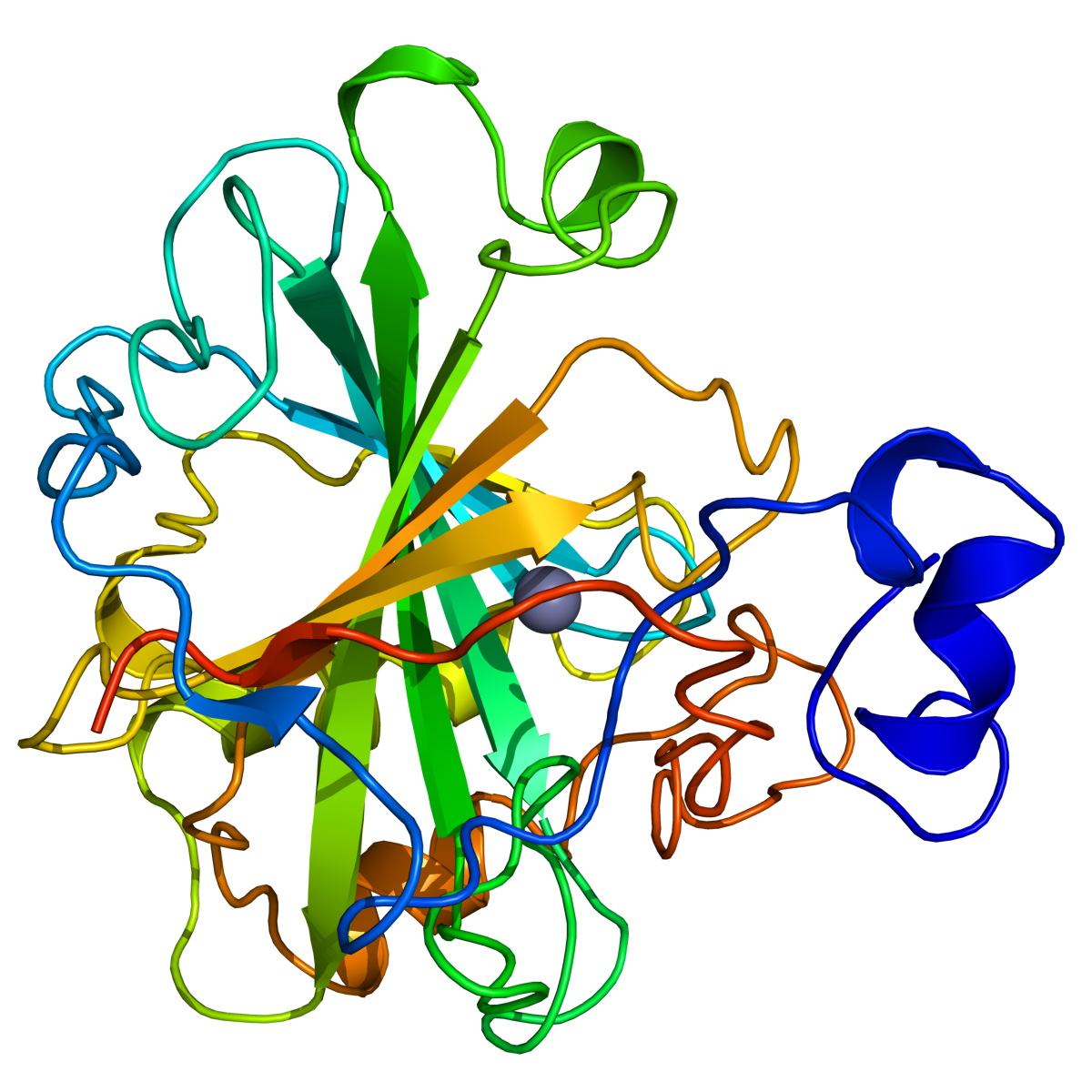
Model struktury anhydrazy węglanowej. Jon cynku, będący jej grupą prostetyczną, pokazany jako szara kulka w środku centrum aktywnego.

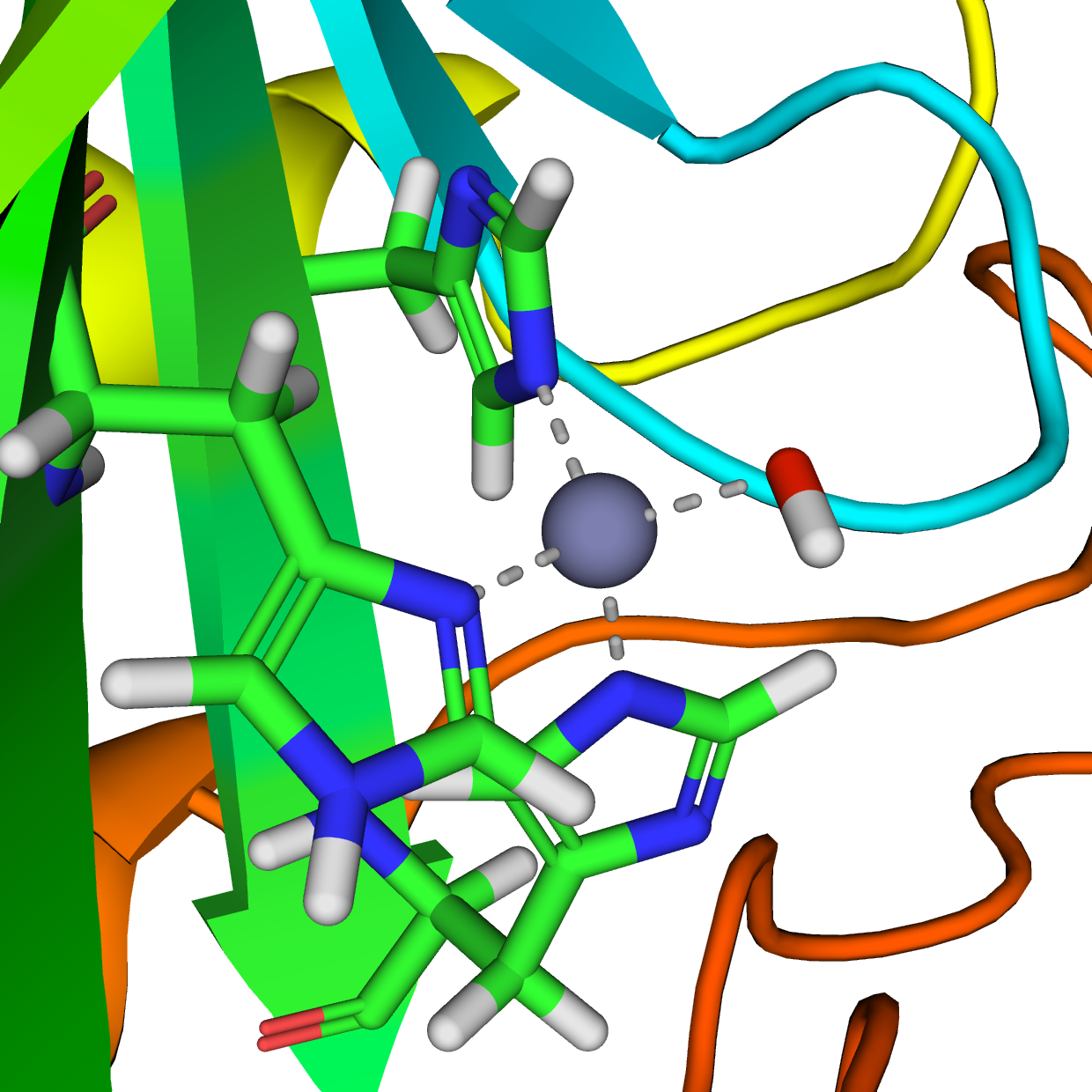
Centrum aktywne ludzkiej anhydrazy węglanowej. W środku atom cynku otoczony przez histydyny (zielono-niebieskie) i grupę OH (biało-czerwona).

Anhydrazy węglanowe (dehydratazy węglanowe, karboanhydrazy; ang. carbonic anhydrases, CA; EC 4.2.1.1) – enzymy zaliczane do grupy liaz, katalizujące odwracalną reakcję powstawania jonu wodorowęglanowego HCO−
3 z wody i dwutlenku węgla (CO
2). Do anhydraz węglanowych należą enzymy rodzin α, β, γ, δ i ε, o na tyle różnej sekwencji aminokwasowej, że ich ewolucyjne pochodzenie uważane jest za niezależne.
Centrum aktywne enzymu stanowi kofaktor, którym jest atom cynku (wyjątkowo – kadmu), umieszczony w kieszeni utworzonej przez część białkową enzymu. Atom cynku skoordynowany jest przez trzy imidazolowe atomy azotu reszt histydynowych (His94, His96 i His119) oraz cząsteczkę wody. Proponowany mechanizm procesu katalitycznego zakłada jonizację wody z utworzeniem układu Zn-OH−, który nukleofilowo oddziałuje z atomem węgla z CO
2, tworząc jon HCO−
3.
Działanie anhydrazy węglanowej jest jedną z najszybciej przebiegających znanych reakcji enzymatycznych – w ciągu jednej sekundy cząsteczka tego enzymu może uwodnić 106 cząsteczek dwutlenku węgla. Reakcja z udziałem enzymu zachodzi prawie 107 razy szybciej niż ta sama reakcja bez enzymu.
Enzymy te występują powszechnie u ssaków. Są obecne w erytrocytach (uczestnicząc w wydalaniu dwutlenku węgla przez płuca), trzustce, komórkach okładzinowych błony śluzowej żołądka (biorąc udział w tworzeniu kwasu solnego), a także w nerkach (regulując pH moczu oraz równowagę kwasowo-zasadową organizmu).